# Комары (Владимирская область)
Комары — деревня в Судогодском районе Владимирской области, входит в состав Головинского сельского поселения.

## География
Деревня расположена в 10 км на северо-восток от центра поселения посёлка Головино и в 26 км на запад от райцентра города Судогда.

## История
В конце XIX — начале XX века деревня располагалась на просёлочном тракте из Владимира в Касимов и входила в состав Погребищенской волости Владимирского уезда, с 1926 года — в составе Улыбышевской волости.
В 1859 году в сельце Насоново числилось 7 дворов, в 1905 году — 12 дворов, в 1926 году — 16 хозяйств.
С 1929 года деревня входила с состав Головинского сельсовета Владимирского района, с 1965 года — Судогодского района, с 2005 года — в составе Головинского сельского поселения.

## Население
| 1859 | 1905 | 1926 |
| ---- | ---- | ---- |
| 51   | 71   | 74   |

| 1859 | 1905 | 1926 | 2002 | 2010 | 2021 |
| ---- | ---- | ---- | ---- | ---- | ---- |
| 51   | ↗71  | ↗74  | ↘9   | ↘6   | ↗13  |